# Aktionsforskning
Aktionsforskning utförs utan att man försöker distansera eller separera sig från den verksamhet eller det område som är objekt för forskningen. Syftet med aktionsforskningen är att ha en direkt och omedelbar påverkan på forskningsområde. Målet är att ”bidraga till lösningen på människors praktiska problem i en verklig situation” (R. Rapoport). Aktionsforskningens fader anses vara socialpsykologen Kurt Lewin. 
Klassisk aktionsforskning utgår från idén att giltig kunskap är den kunskap som utvecklas genom handling. En kritisk framgångsfaktor är att det finns ett väl fungerande samarbete mellan forskaren och praktiken. Avsikten är att forskaren och praktiken (det vill säga de som i praktiken ska genomföra förändringen) ska komma till någon form av gemensam insikt om vad som är bästa sättet att uppnå önskad förändring. Detta sker enklast när arbetet sker i mindre grupper. Eftersom det finns ett nära samarbete mellan forskaren och praktiken så är det sannolikt att båda parter lär sig något av själva processen under forskningen. Aktionsforskarna hoppas att denna lärdom ska komma genom frivilligt deltagande och aktionsforskningstanken bygger på föreställningen att ny kunskap ökar intresset vilket stimulerar individen att själv lära sig mer.